# Cezary Stebnowski
Cezary Stebnowski (ur. w 1708 roku w Przemyślu – zm. 22 maja 1762 roku w monasterze sofijskim w Połocku) – duchowny greckokatolicki, bazylianin. 
Studiował w Kolegium Urbanum przy Kongregacji Rozkrzewiania Wiary w Rzymie (1733-1736). W latach 1740–1745 – prokurator generalny zakonu bazylianów w Rzymie. Od 1751 (lub 1756) tytularny greckokatolicki arcybiskup smoleński.